# Hithlukeri, Somvarpet
Hithlukeri là một làng thuộc tehsil Somvarpet, huyện Kodagu, bang Karnataka, Ấn Độ.